# Olympische Sommerspiele 1972/Teilnehmer (Fidschi)
| Gelbes Symbol für Goldmedaillen mit stilisierten Olympischen Ringen | Graues Symbol für Silbermedaillen mit stilisierten Olympischen Ringen | Braundes Symbol für Bronzemedaillen mit stilisierten Olympischen Ringen |
| ------------------------------------------------------------------- | --------------------------------------------------------------------- | ----------------------------------------------------------------------- |
| —                                                                   | —                                                                     | —                                                                       |

Fidschi nahm an den Olympischen Sommerspielen 1972 in München mit einer Delegation von zwei Sportlern teil.

## Teilnehmer nach Sportarten

### Leichtathletik
- Samuela Yavala
400 Meter: Vorrunde

- Usaia Sotutu
5000 Meter: Vorrunde
10.000 Meter: Vorrunde
3000 Meter Hindernis: Vorrunde